# Krasznokvajda
Krasznokvajda ist eine ungarische Gemeinde im Kreis Encs im Komitat Borsod-Abaúj-Zemplén.

## Geografische Lage
Krasznokvajda liegt in Nordungarn, 43 Kilometer nordöstlich des Komitatssitzes Miskolc und 20 Kilometer nordwestlich der Kreisstadt Encs an den Flüssen Rakaca-patak und Perecsei-patak. Nachbargemeinden sind Büttös zwei Kilometer östlich, Szászfa zwei Kilometer westlich und Perecse vier Kilometer nördlich gelegen.

## Sehenswürdigkeiten
- Griechisch-katholische Kapelle Keresztelő Szent János születése
- Reformierte Kirche
- Römisch-katholische Kirche Szűz Mária Neve, erbaut 1759, Barock
- Schloss Szentimrey (Szentimrey-kastély)
- Weltkriegs- und Holocaustdenkmal

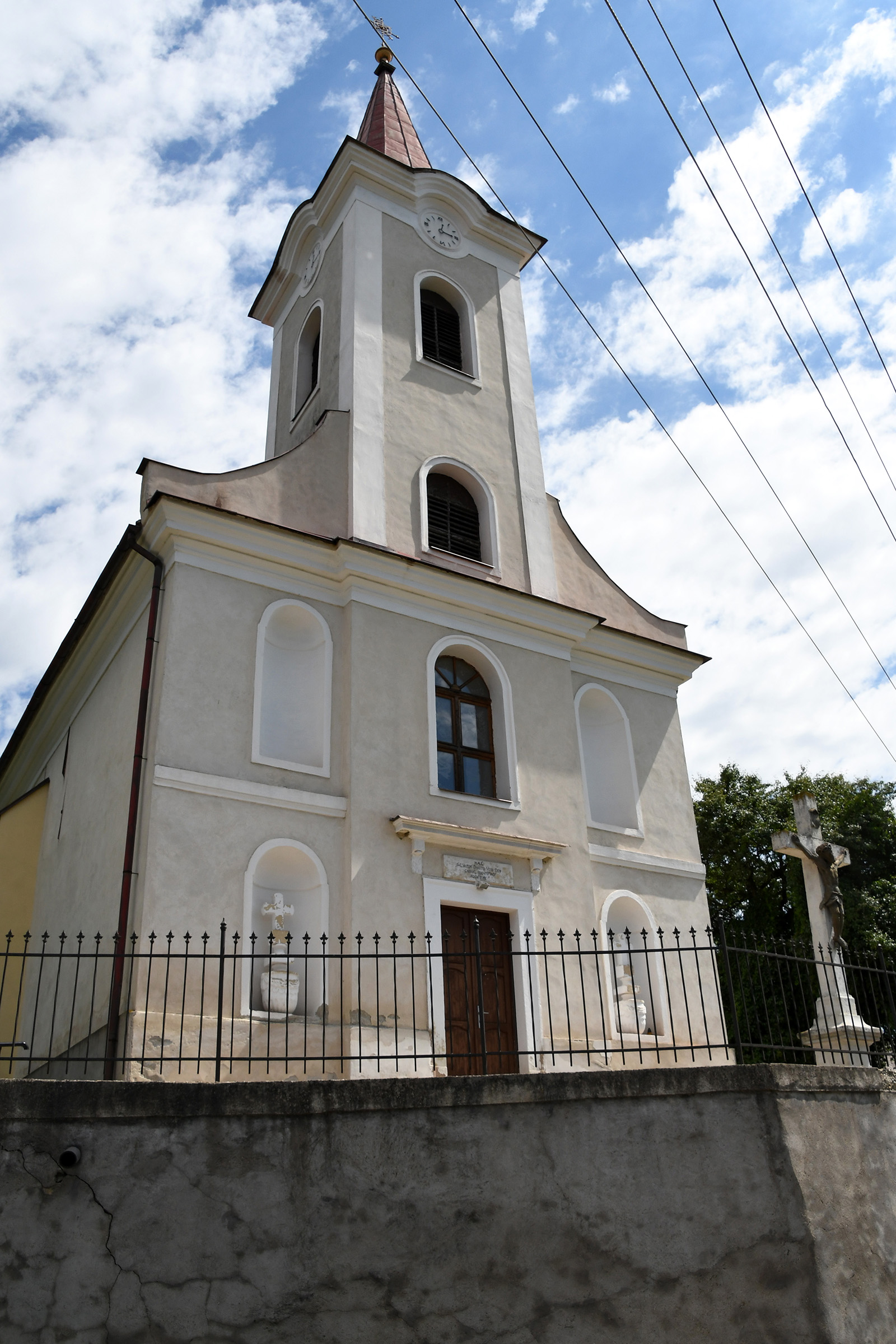
Römisch-katholische Kirche Szűz Mária Neve
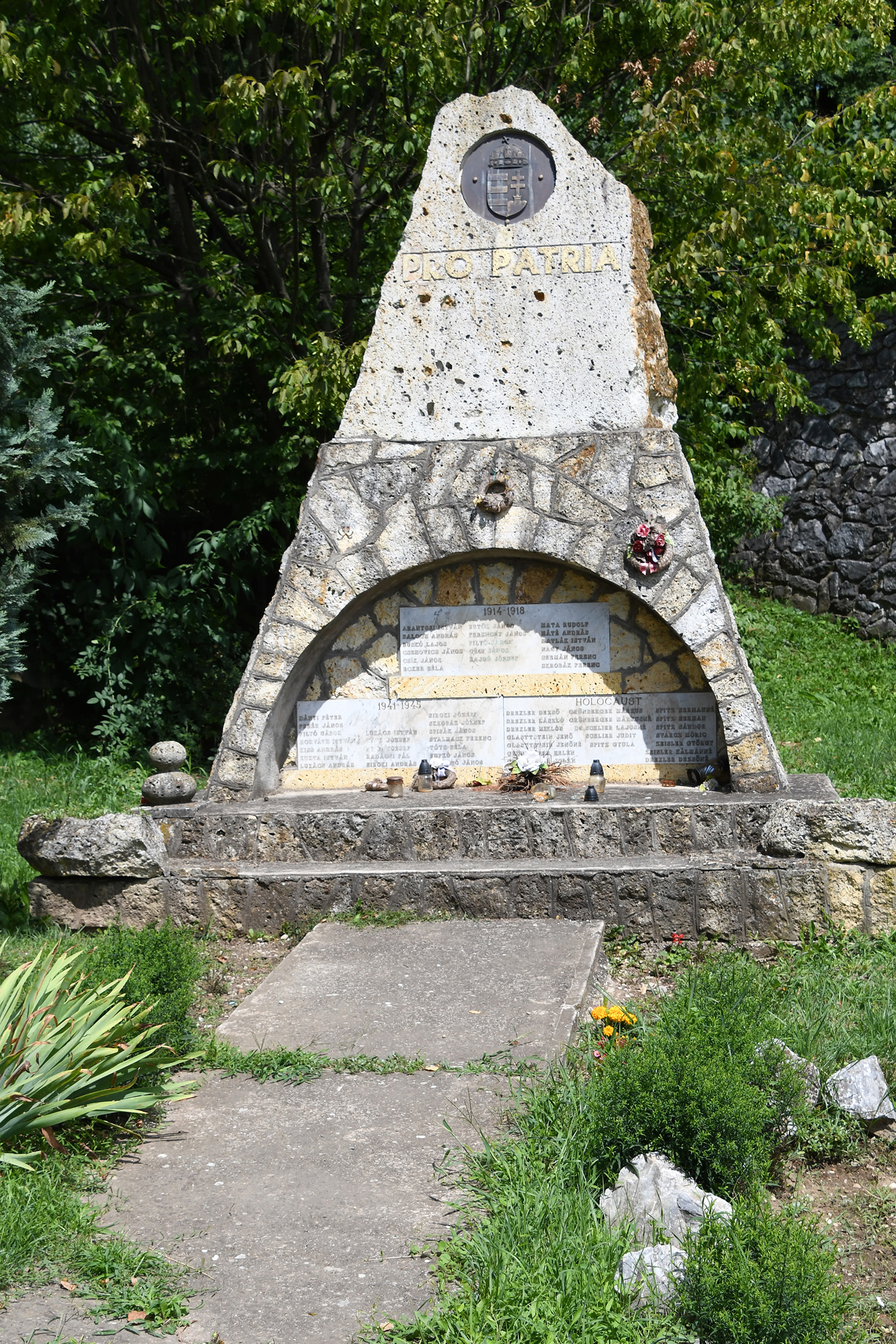
Weltkriegs- und Holocaustdenkmal

## Verkehr
Durch Krasznokvajda führt die Landstraße Nr. 2613. Es bestehen Busverbindungen über Felsőgagy und Alsógagy nach Baktakék. Der nächstgelegene Bahnhof befindet sich in Forró-Encs.